# Jeannette Walls
Jeanette Walls (Phoenix, 21 de abril de 1960) es una periodista y escritora estadounidense. Es egresada del Barnard College. En la actualidad está casada con el escritor John Taylor, con quien vive en Virginia. Ha trabajado como periodista para el New York Magazine y para el USA Today. Ha sido colaboradora de The Today Show y de PrimeTimeLive. Tras el éxito de su novela El castillo de Cristal, no sólo en Estados Unidos sino en más de veinte países donde se publicó, ha decidido dedicarse a tiempo completo a su trabajo como escritora.[cita requerida]. Recibió el Premio de los lectores de la revista Elle en 2005 y el American Library Association en 2006.

## Obras

### El castillo de cristal
La obra cuenta la historia de la familia Walls, una familia errante durante décadas a lo largo de EE. UU.. Los cuatro hermanos aprenden a cuidar de sí mismos, se protegen unos a otros, Los padres en muchas ocasiones no actúan como tal, el padre es alcohólico y la madre es una pintora que aborrece la responsabilidad de criar a sus hijos. Finalmente, a base de mucho esfuerzo consiguen salir del círculo infernal en que se convierte la familia para marcharse a Nueva York. Allí tanto Jeannette como sus hermanos, consiguen sus propósitos.

### Caballos salvajes
En este libro Jeannette Walls narra la vida de su abuela y, a través de ella, la historia de un siglo XX vivido en el área rural de Texas, Nuevo México y Arizona. Aunque la intención inicial de la autora era escribir la biografía de su madre, esta le convenció de que era la vida de su abuela, Lily Casey Smith, la que valía realmente la pena ser contada.